# Podlipce (rejon złoczowski)
Podlipce (ukr. Підлипці) – wieś w obwodzie lwowskim, w rejonie złoczowskim na Ukrainie. W II Rzeczypospolitej miejscowość była siedzibą gminy wiejskiej Podlipce w powiecie złoczowskim województwa tarnopolskiego.

## Położenie
Na podstawie Słownika geograficznego Królestwa Polskiego i innych krajów słowiańskich Podlipce to wieś w powiecie złoczowskim, położona 13 km na południowy-wschód od sądu powiatowego i urzędu tel. w Złoczowie.
Wieś prawa wołoskiego, położona była na początku XVI wieku w ziemi lwowskiej województwa ruskiego.